# Jrystyna Daranutsa
Jrystyna Daranutsa –en ucraniano, Христина Дарануца– (2 de febrero de 1990) es una deportista ucraniana que compitió en lucha libre. Ganó una medalla de plata en el Campeonato Europeo de Lucha de 2011, en la categoría de 48 kg.

## Palmarés internacional
| Campeonato Europeo | Campeonato Europeo  | Campeonato Europeo | Campeonato Europeo |
| Año                | Lugar               | Medalla            | Categoría          |
| ------------------ | ------------------- | ------------------ | ------------------ |
| 2011               | Dortmund (Alemania) | Medalla de plata   | 48 kg              |